# جهاز المخابرات الوطني (البحرين)
جهاز المخابرات الوطني البحريني وكان يُسمى سابقًا جهاز الأمن الوطني، أُنشئ الجهاز  بموجب المرسوم الملكي رقم 14 لسنة 2002 المعدل للمرسوم الأميري رقم 29 لسنة 1996 بشأن تنظيم وزارة الداخلية، وتبعًا لهذا المرسوم فقد حل جهاز الأمن الوطني محل الإدارة العامة لأمن الدولة والتي كانت تتبع وزارة الداخلية. ويرأس هذا الجهاز مدير يتساوى في الدرجة مع درجة وزير بمجلس الوزراء، وهو حاليًا اللواء عادل بن خليفة حمد الفاضل ووفقًا للقانون الذي يحكم هذا الجهاز فهو يتبع رئيس الوزراء صاحب السمو الملكي الأمير خليفة بن سلمان آل خليفة. منحت الجهاز القدرة على الاعتقال بموجب مرسوم ملكي عام 2008 وخسر هذه السلطة في عام 2011 بالمرسوم الملكي.[بحاجة لمصدر]

## التاريخ
قبل عام 2002 كان مسمى جهاز الأمن الوطني سابقًا هو الإدارة العامة لمباحث أمن الدولة المعروف أيضًا باسم الأمن والمخابرات. ترأس الإدارة إيان هندرسون من عام 1966 إلى عام 1998. بعد تقاعد هندرسون في عام 1998 تولى الرئاسة خالد بن محمد آل خليفة ابن شقيق أمير البحرين السابق عيسى بن سلمان آل خليفة.
خدم عادل فليفل في الإدارة حتى عام 2002.

## الإدارة
مدير جهاز المخابرات الوطني يعينه الملك برتبة وزير وهو عضو في المجلس الأعلى للدفاع إلى جانب وزير الداخلية. وفقًا لمركز البحرين لحقوق الإنسان والمعارضة فإن الذي يشغل المناصب العليا في الجهاز أقارب الملك والغالبية العظمى من موظفيه هم مواطنين غير بحرينيين وعلى الرغم من كون غالبية سكان البحرين الشيعة فإنهم يشكلون 4% فقط من العاملين في الجهاز.
المدير الحالي هو اللواء عادل الفاضل. عين عادل في 28 نوفمبر 2011 لملء الشاغر نتيجة ترقية المدير السابق خليفة بن عبد الله آل خليفة إلى منصب الأمين العام للمجلس الأعلى للدفاع. خليفة ابن عم الملك حمد وعضو في عائلة آل خليفة المالكة في البحرين. عين خليفة في 23 مارس 2008 في منصب سفير البحرين في لندن وكان في السابق الرئيس التنفيذي بالإنابة لتلفزيون البحرين ومدير الصحافة والعلاقات الخارجية وسائل الإعلام.
قبل خليفة بن عبد الله كان مدير الجهاز خليفة بن علي بن راشد آل خليفة وهو ابن عم آخر للملك الذي عين في سبتمبر 2005 و هو السفير الحالي في لندن. كان أول مدير للجهاز هو ابن عم آخر للملك عبد العزيز بن عطية الله آل خليفة الذي تم تعيينه من قبل الملك في مايو 2002.

### مدراء جهاز المخابرات الوطني
| # | الاسم                            | الصورة | من             | إلى            |
| - | -------------------------------- | ------ | -------------- | -------------- |
| 1 | إيان هندرسون                     |        | 1966           | 1 فبراير 1998  |
| 2 | خالد بن محمد آل خليفة            |        | 1 فبراير 1998  | 8 مايو 2002    |
| 3 | عبد العزيز بن عطية الله آل خليفة |        | 8 مايو 2002    | 26 سبتمبر 2005 |
| 4 | خالد بن علي بن راشد آل خليفة     |        | 26 سبتمبر 2005 | 23 مارس 2008   |
| 5 | خليفة بن عبد الله آل خليفة       |        | 23 مارس 2008   | 28 نوفمبر 2011 |
| 6 | عادل الفاضل                      |        | 28 نوفمبر 2011 | 4 أغسطس 2016   |
| 7 | طلال بن محمد آل خليفة            |        | 4 أغسطس 2016   | 13 سبتمبر 2017 |
| 8 | عادل الفاضل                      |        | 13 سبتمبر 2017 | حتى الآن       |